# 徐惠滋
徐惠滋（1932年12月9日—2005年1月5日），山东省蓬莱县人。中国人民解放军上将。

## 生平
徐惠滋原为中华民国国军士兵。辽沈战役结束后，1948年11月2日，东北人民解放军第2纵队第6师第1团（即第39军第117师第349团）担任师尖刀任务的第一连连长、著名战斗英雄黄达宣（1950年出席全国政协第一届全国委员会第二次会议为中国人民解放军第四野战军选出的候补委员）在沈阳大西门里靠故宫不远处路南1座小楼（“世合公”银行）院里的千余名国军俘虏中挑选出80名年纪轻、有文化、有精气神的“解放战士”编入解放军，其中就有年仅16岁的徐惠滋。徐惠滋随后参加了中国人民解放军第四野战军进关南下的平津战役、衡宝战役、广西战役。中华人民共和国成立后，参加朝鲜战争全部五次战役。1950年，加入中国共产党。1954年后历经第349团政治处俱乐部主任、团副参谋长兼作训股长、副科长、副处长、处长、师副参谋长、师参谋长、副师长、师长、第39军军长。1985年，担任中国人民解放军副总参谋长、中国人民解放军军事科学院院长兼党委书记等职。1988年，被授予中国人民解放军中将军衔，1994年晋升上将。
1998年3月，第九届全国人大第一次会议上，他当选为全国人民代表大会常务委员会委员。
2005年1月5日，因病在北京逝世。